# Università statale della Carolina del Nord
L'Università statale della Carolina del Nord (o North Carolina State University, Raleigh) è un'università statunitense pubblica con sede a Raleigh, nella Carolina del Nord.

## Storia
L'università fu fondata il 7 marzo 1887 come North Carolina College of Agriculture and Mechanic Arts per poi divenire nel 1918 North Carolina State College of Agriculture and Engineering; ha assunto l'attuale denominazione solo nel 1962. Per numero di studenti è il più grande ateneo dello Stato ed è una delle tre università che forma il Triangolo della ricerca (le altre sono Duke e Carolina del Nord a Chapel Hill).

## Sport
Gli NC State Wolfpack, che fanno parte della NCAA Division I, sono affiliati alla Atlantic Coast Conference. La pallacanestro, il baseball e il football americano sono gli sport principali, le partite interne vengono giocate al Carter-Finley Stadium e indoor al PNC Arena.

### Pallacanestro
North Carolina State è uno dei college più rappresentativi nella pallacanestro, conta 26 apparizioni nella post-season, ha raggiunto le Final Four in tre occasioni e in due di esse ha vinto il titolo nazionale (nel 1974 battendo in finale Marquette e nel 1983 contro Houston).